# Karakol Cemiyeti

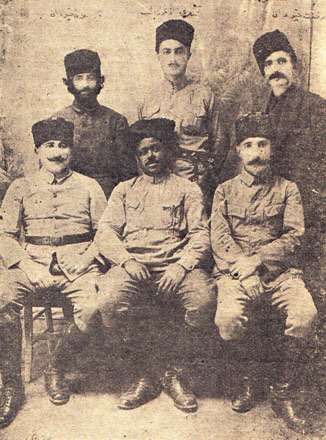
Mitglieder der Organisation Karakol

Karakol (türkisch Karakol Cemiyeti, dt. Wachorganisation) war eine türkische Geheimdienstorganisation, die während des türkischen Befreiungskrieges an der Seite der türkischen Nationalbewegung kämpfte. Die Organisation wurde im November 1918 gegründet und im Jahr 1926 aufgelöst. Der Name bedeutet Wache, ist aber auch ein Wortspiel mit den Namen der Gründer Kara Vâsıf Bey und Kara Kemal.

## Geschichte
Die Organisation Karakol wurde im späten November 1918 als erste Geheimorganisation im Kampf gegen die alliierte Besetzung von Istanbul gegründet. Die Organisation war Nachfolger des Geheimdienstes des Komitees für Einheit und Fortschritt und bestand vor allem aus Mitgliedern dieser Vorgängerorganisation.
Gründer waren Oberst Kara Vâsıf Bey und der ehemalige Minister und Chef des Komitees für Einheit und Fortschritt in Istanbul Kara Kemal, welche die Organisation auf Anweisung des Innenministers, Großwesirs und Führer der Jungtürken Talât Pascha kurz nach dessen Flucht aus dem Land ins Leben riefen. Das Zentralkomitee bestand aus Kara Vâsıf Bey, dem Offizier Baha Said Bey, dem Rechtsanwalt Refik Ismail Bey, dem Offizier Ali Riza Bey (Bebe), dem Oberst Edip Servet Bey (Tör), dem Offizier und Kommandeur der kaukasischen Truppen Kemalletin Sami Bey und dem Offizier Galatali Sevket Bey. Die Ziele der Organisation waren die Schaffung und der Schutz der nationalen Einheit. Bei Unterdrückern der Freiheit und Gerechtigkeit sollten revolutionäre Maßnahmen ergriffen werden. Der dritte Artikel der Gründungserklärung hob ausdrücklich Karakols sozialistischen Charakter hervor. Die Gruppe war in Zellen organisiert. Die Mitglieder der Zellen redeten sich nicht mit Namen, sondern mit Nummern an. Karakol sollte vor allem Mitglieder des Komitees für Einheit und Fortschritt schützen, aber auch logistische Widerstandsaufgaben übernehmen, Waffenlager anlegen und einen Guerillakrieg beginnen. Immer wieder schleuste die Organisation in der Folgezeit auch nationalgesinnte Offiziere aus Istanbul in den anatolischen Untergrund.
Während seines Aufenthalts zwischen November 1918 und Mai 1919 traf Mustafa Kemal Atatürk Ali Fethi Bey, Kara Kemal, Ismail Canbulat und eine unbekannte vierte Person, woraufhin ein Revolutionskomitee eingesetzt wurde. Eine Führungsrolle lehnte Mustafa Kemal aber ab. Das Komitee sollte den Sultan ermorden, die Regierung stürzen und Druck auf die Regierung ausüben, die die Nachfolge antreten sollte. Canbulats Zögern stoppte vorübergehend die Pläne des Komitees, die später aufgegeben wurden, nachdem seine Mitglieder sich darin einig waren, dass die Entfernung des Sultans nicht ausreichen würde, um das zerfallende Osmanische Reich zu retten. Mustafa Kemal reiste nach Anatolien ab, das zum Zentrum der türkischen Widerstandsbewegung werden sollte.
Nach der Besetzung Izmirs durch die Griechen organisierte Karakol mit weiteren Widerständlern in Istanbul eine Demonstration mit 75.000 Teilnehmern.
Karakol entwickelte eine Kommunikations- und Transportlinie zwischen Konstantinopel und Anatolien und schmuggelte Freiwillige, Waffen und Rüstungen nach Anatolien. Vertreter von Karakol nahmen am Kongress von Erzurum und am Kongress von Sivas teil, wo sie die Vereinigung verschiedener Widerstandsorganisationen unter dem Banner der Gesellschaften für die Verteidigung der nationalen Rechte und das Amasya-Protokoll unterstützten, das ein gemeinsames Vorgehen der osmanischen Regierung und der türkischen Nationalbewegung gegen die gemeinsamen Feinde vorsah.
Es entwickelte sich jedoch bald eine Kluft zwischen der Karakol-Führung und Kemal. Karakol lehnte Ankara als Zentrum des nationalen Widerstands ab und agierte weiterhin unabhängig von der Müdâfaa-i hukuk cemiyetleri. Man sah sich selbst als den eigentlichen Kern des Widerstands. Kemal wurde misstrauisch und befahl, dass Karakol seine Aktivitäten einzustellen habe.
Am 11. Januar 1920 reiste Baha Said Bey nach Baku, wo er ein Bündnis mit den Bolschewiki unterschrieb und sich als Gesandter des türkischen Widerstands präsentierte. Am 26. Februar informierte Kara Vâsıf Bey Kemal über die Vereinbarung, die Kemal als unrechtmäßig abwies, da sie ohne Wissen und Zustimmung des Müdâfaa-i hukuk cemiyetleri geschlossen wurde. Erneut verlangte Kemal von Karakol, sich in die Müdâfaa-i hukuk cemiyetleri zu integrieren. Karakol widersetzte sich und operierte bis zu Auflösung der Türkischen Nationalversammlung durch britische Truppen am 16. März weiter. Karakol-Chef Kara Vâsıf wurde verhaftet.
Ein Teil von Karakols Führung wurde nach Malta verbannt, andere kamen entweder zu Kemal nach Ankara oder gingen zu Enver Pascha in den Kaukasus. Karakol existierte zwar unter der Führung von Oberstleutnant Mustafa Muğlalı weiter, wurde aber 1926 aufgelöst, als Mitglieder der Organisation in ein geplantes Attentat auf Mustafa Kemal verwickelt waren. Karakols Funktion als Geheimdienst wurde durch eine Reihe anderer Organisationen ersetzt, darunter die Yavuz-Gruppe, die Zabitan-Gruppe und die Hamza-Gruppe. Sie operierten bis zum Ende des Unabhängigkeitskrieges weiter. Karakol gilt als eine der Vorläuferorganisationen des modernen türkischen Geheimdienstes Millî İstihbarat Teşkilâtı (MİT).